# Kornikowate
Kornikowate, korniki (Scolytinae) – podrodzina chrząszczy z rodziny ryjkowcowatych, wcześniej klasyfikowana jako rodzina Scolytidae, syn. Ipidae.
Występowanie: na całym świecie do granicy zasięgu drzew. Niektóre gatunki mają tendencję do masowego pojawiania się i wyrządzania olbrzymich szkód w drzewostanach.

## Opis

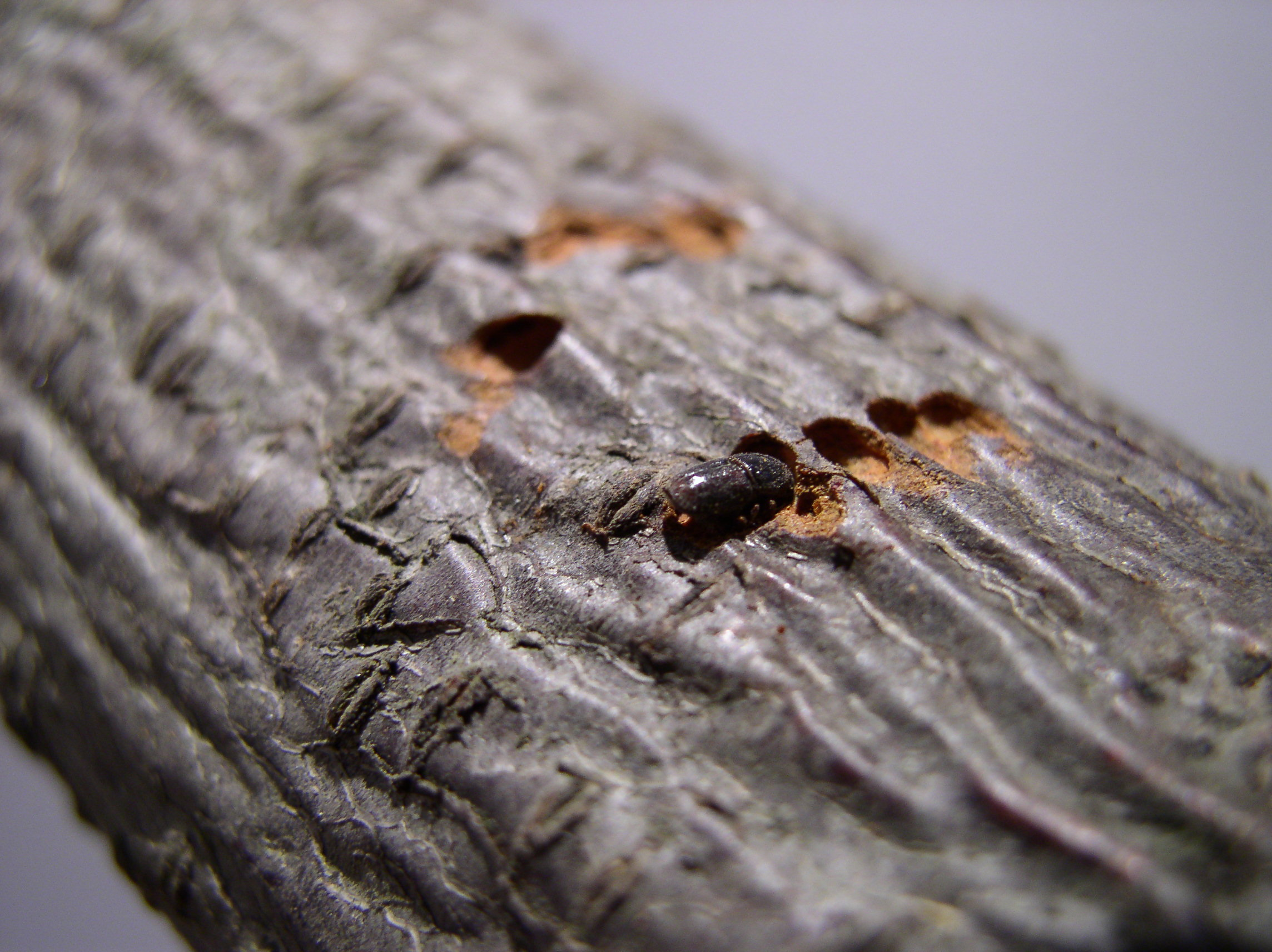
Kornik na gałęzi

Przedstawiciele rodziny to małe od 0,6 mm do 13 mm owady walcowatego kształtu ciała, koloru brunatnego, szarego lub czarnego. Czułki kończą się zwykle zwartą buławką. Korniki żywią się łykiem i miazgą lub hodowanym przez siebie grzybem. Niektóre odżywiają się tkankami roślin zielnych i nasionami (np. palm, kawy). Inne gatunki rozwijają się na wilczomleczach i kaktusach. Jednak większość korników jest związana z roślinami drzewiastymi. Wbrew utartej opinii nie rozwijają się w przedmiotach wykonanych z drewna np. w meblach (mylone są z kołatkowatymi – Anobiidae).
Część gatunków korników (np. zakorki, cetyńce, ogłodki, korniki, rytowniki, wgryzonie, bruzdkowce) rozwija się w łyku. Zwykle samce drążą w korze lub między korą a drewnem komory godowe. Jeżeli jest to gatunek monogamiczny, od komory godowej odchodzi jeden chodnik macierzysty, drążony przez samicę. W przypadku gatunków poligamicznych, od komory godowej może odchodzić od dwóch do nawet dziesięciu chodników macierzystych. Po obu stronach chodnika macierzystego samica wygryza nyże jajowe, w których składa pojedynczo jaja. Larwy drążą swoje własne chodniki nazywane chodnikami larwalnymi. Chodniki te zakończone są kolebkami poczwarkowymi, które (w zależności od gatunku) mogą być umiejscowione w korze, pomiędzy korą a drewnem lub płytko w drewnie.
Gatunki z rodzaju drwalnik, drwalniczek oraz większość korników z rodzaju rozwiertek rozwija się w drewnie. Samice wygryzają chodnik wejściowy i czasami chodniki boczne, gdzie składają jaja. W trakcie drążenia chodników wprowadzają do drewna symbiotyczny grzyb (każdy gatunek chrząszcza wprowadza charakterystyczny dla siebie gatunek grzyba). Larwy drążą krótkie chodniki i odżywiają się strzępkami symbiotycznego grzyba. Po przepoczwarczeniu opuszczają drewno.
Samice niektórych gatunków po złożeniu jaj oraz samce odbywają żer regeneracyjny i powtórnie przystępują do rójki, a samice do składania jaj dając początek generacji siostrzanej. Np. kornik drukarz – Ips typographus (L.) odbywa żer regeneracyjny pod korą świerka w żerowisku, cetyniec większy Tomicus piniperda (L.) – w rdzeniu młodych gałązek sosnowych. Młode chrząszcze przed rójką odbywają żer uzupełniający, w trakcie którego rozwijają się ostatecznie narządy rozrodcze. I tak np. ogłodek wiązowiec – Scolytus scolytus (Fabr.) ogryza korę na pędach wiązów.

## Znaczenie

Pułapka feromonowa na korniki

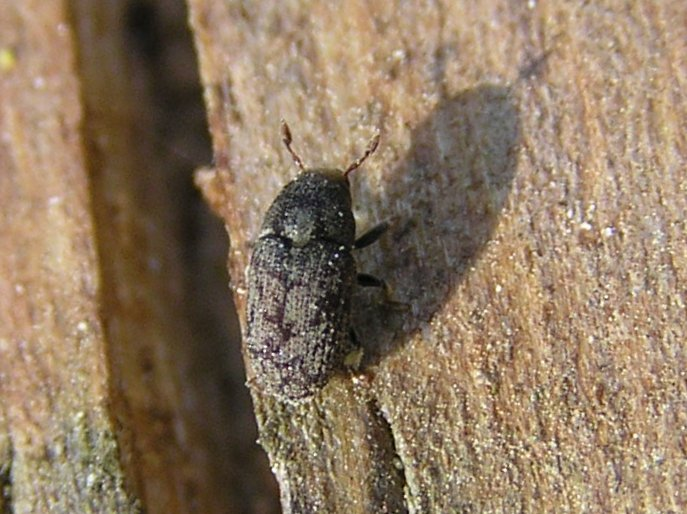
Hylesinus varius

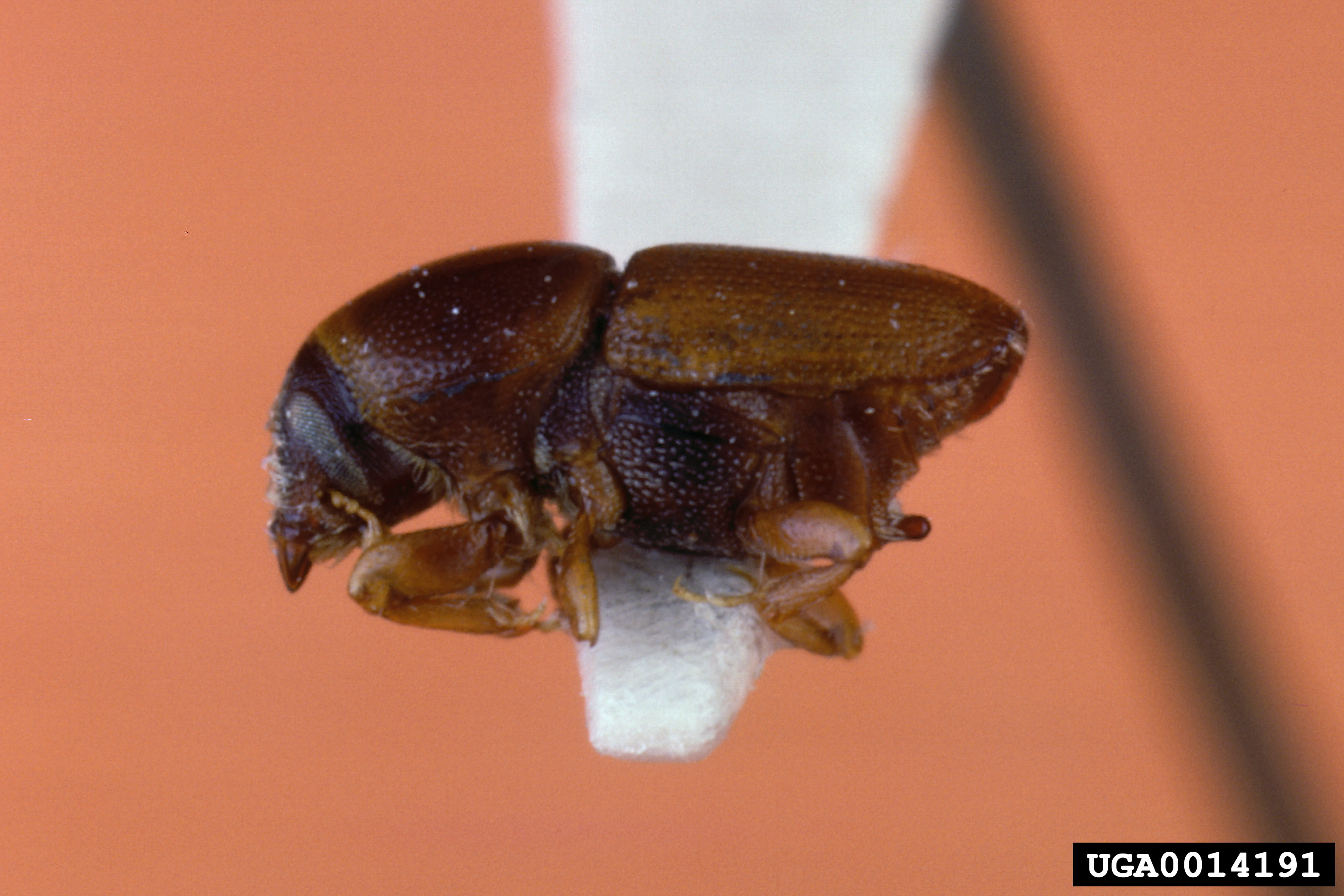
Scolytus multistriatus

Korniki zasiedlają zwykle drzewa osłabione (np. przez zanieczyszczenia powietrza, susze, pożary). I z tego powodu nazywa się je szkodnikami wtórnymi. Niektóre gatunki wyrządzają poważne uszkodzenia drzewostanów. Pospolity w Polsce kornik drukarz, atakuje świerk, rzadko sosnę i modrzew. Kornik sześciozębny i cetyniec większy żerują głównie na sośnie. Jodłowiec krzywozębny rozwija się na jodle. Ogłodek wiązowiec i ogłodek wielorzędowy uszkadzają wiązy i dodatkowo przenoszą groźną chorobę grzybową – grafiozę wiązu (holenderską chorobę wiązów) – Ophistoma ulmi.
Leśnicy starają się ograniczyć populacje szkodliwych gatunków przez wyszukiwanie tzw. drzew trocinkowych (zasiedlonych przez chrząszcze), ich ścinkę i wywóz, zanim zdąży wylecieć kolejne pokolenie korników.
Liczebność niektórych gatunków (cetyniec większy, kornik drukarz, kornik modrzewiowiec, kornik zrosłozębny rytownik pospolity, drwalnik paskowany) kontroluje się przy pomocy pułapek z syntetycznym feromonem agregacyjnym.
W lasach pierwotnych korniki nie wyrządzają szkód i stają się bardzo ważnym elementem łańcucha pokarmowego. W Puszczy Białowieskiej są np. znaczącym składnikiem diety rzadkiego dzięcioła trójpalczastego (Picoides tridactylus). Ich żerowiska penetrowane są przez inne owady, które szukają tam pokarmu np. zoofagi czy saprofagi. W chodnikach korników spotykane są też roztocza i grzyby. Zasiedlając drzewa chore, stare przyczyniają się do ich szybszego zamierania i robią miejsce dla młodego pokolenia jodeł, sosen, świerków. Zmiany klimatu prowadzące do obniżenia wilgotności podłoża mogą osłabić drzewa iglaste czyniąc je wyjątkowo podatnymi osłabiając zdolności regeneracyjne po ataku korników. Problem z kornikami w lasach gospodarczych jest między innymi efektem przekształcenia w przeszłości lasów pierwotnych w monokultury. W takich warunkach często przestają działać mechanizmy kontrolujące liczebność korników i pojawiają się gradacje (masowe pojawy szkodników, w trakcie których dochodzi do uszkodzeń drzew, często na znacznych obszarach). Obecnie leśnicy starają się temu zapobiegać poprzez zwiększanie różnorodności biologicznej w lasach (wprowadzanie roślin nektarodajnych, owocowych, pozostawianie drzew dziuplastych i drewna martwych drzew).

## Hylastes –zakorek
- Hylastes angustatus (Herbst, 1794)
- Hylastes ater (Paykull, 1800) – zakorek czarny
- Hylastes attenuatus Erichson, 1836
- Hylastes brunneus Erichson, 1836
- Hylastes cunicularius Erichson, 1836 – zakorek świerkowiec
- Hylastes linearis Erichson, 1836
- Hylastes opacus Erichson, 1836

## Hylurgops –polesiak
- Hylurgops glabratus (Zetterstedt, 1828) – polesiak górski
- Hylurgops palliatus (Gyllenhal, 1813) – polesiak obramowany

## Hylastinus
- Hylastinus obscurus (Marsham, 1802)

## Hylesinus –jeśniaklubjesionowiec
- Hylesinus crenatus (Fabricius, 1787) – jeśniak czarny
- Hylesinus wachtli orni Fuchs, 1906 – jesionowiec rdzawy
- Hylesinus toranio (D'Anthoine, 1788)
- Hylesinus varius (Fabricius, 1775) – jesionowiec pstry

synonim Lepersinus varius (Fabricius, 1775)

## Kissophagus
- Kissophagus vicinus (Comolli, 1837)

## Pteleobius –pstrak
- Pteleobius kraatzii (Eichhoff, 1864) – pstrak Kraatza
- Pteleobius vittatus (Fabricius, 1792) – pstrak wiązowiec

## Dendroctonus –bielojad
- Dendroctonus micans (Kugelann, 1794) – bielojad olbrzymi

## Hylurgus –drzewisz
- Hylurgus ligniperda (Fabricius, 1787) – drzewisz owłosiony

## Tomicus –cetyniec
- Tomicus minor (Hartig, 1834) – cetyniec mniejszy
- Tomicus piniperda (Linnaeus, 1758) – cetyniec większy

## Xylechinus –oszczecik
- Xylechinus pilosus (Ratzeburg, 1837) – oszczecik jasny

## Phloeosinus
- Phloeosinus thujae (Perris, 1855)

## Phloeotribus –szczeciniak
- Phloeotribus rhododactylus (Marsham, 1802)
- Phloeotribus spinulosus (Rey, 1883) – szczeciniak czarny

## Carphoborus –listwiaczek
- Carphoborus minimus (Fabricius, 1798) – listwiaczek najmniejszy

## Polygraphus –czterooczak
- Polygraphus grandiclava C.G. Thomson, 1886 – czterooczak limbowiec
- Polygraphus poligraphus (Linnaeus, 1758) – czterooczak świerkowiec
- Polygraphus punctifrons C.G. Thomson, 1886 – czterooczak leżaninowiec
- Polygraphus subopacus C.G. Thomson, 1871 – czterooczak mniejszy

## Pityophthorus –bruzdkowiec
- Pityophthorus carniolicus Wichmann, 1910
- Pityophthorus cephalonicae Pfeffer, 1940
- Pityophthorus exsculptus (Ratzeburg, 1837)
- Pityophthorus glabratus Eichhoff, 1878 – bruzdkowiec gładki
- Pityophthorus knoteki Reitter, 1898
- Pityophthorus lichtensteinii (Ratzeburg, 1837) – bruzdkowiec Lichtenstejna
- Pityophthorus micrographus (Linnaeus, 1758) – bruzdkowiec wschodni
- Pityophthorus morosovi Spessivtsev, 1926 – bruzdkowiec Morozowa
- Pityophthorus pityographus (Ratzeburg, 1837) – bruzdkowiec zachodni
- Pityophthorus pubescens (Marsham, 1802)
- Pityophthorus traegardhi Spessivtsev, 1921 – bruzdkowiec Trägardha

## Gnathotrichus
- Gnathotrichus materiarius          (Fitch, 1858)

## Cryphalus –wgryzoń
- Cryphalus asperatus (Gyllenhal, 1813) – wgryzoń świerkowiec

synonim Cryphalus abietis (Ratzeburg, 1837)
- Cryphalus intermedius Ferrari, 1867 – wgryzoń modrzewiowiec
- Cryphalus piceae (Ratzeburg, 1837) – wgryzoń jodłowiec
- Cryphalus saltuarius Weise, 1891 – wgryzoń północny

## Ernoporicus
- Ernoporicus caucasicus (Lindemann, 1876)
- Ernoporicus fagi (Fabricius, 1798)

## Ernoporus
- Ernoporus tiliae (Panzer, 1793)

## Trypophloeus
- Trypophloeus alni (Lindemann, 1875)
- Trypophloeus binodulus (Ratzeburg, 1837)

synonim Trypophloeus asperatus (Gyllenhal, 1813)
- Trypophloeus granulatus (Ratzeburg, 1837)
- Trypophloeus rybinskii Reitter, 1895

## Crypturgus –skrycik
- Crypturgus cinereus (Herbst, 1794) – skrycik szary
- Crypturgus hispidulus C.G. Thomson, 1870 – skrycik owłosiony
- Crypturgus pusillus (Gyllenhal, 1813) – skrycik najmniejszy
- Crypturgus subcribrosus Eggers, 1933

## Dryocoetes –drzewożerek
- Dryocoetes alni (Georg, 1856)
- Dryocoetes autographus (Ratzeburg, 1837) – drzewożerek jednożenny
- Dryocoetes hectographus Reitter, 1913 – drzewożerek wielożenny
- Dryocoetes villosus (Fabricius, 1792)

## Lymantor
- Lymantor  aceris (Lindemann, 1875)
- Lymantor coryli (Perris, 1855)

## Taphrorychus –roztoczek
- Taphrorychus bicolor (Herbst, 1794) – roztoczek bukowiec

## Thamnurgus
- Thamnurgus kaltenbachii (Bach, 1849)
- Thamnurgus varipes Eichhoff, 1878

## Xylocleptes
- Xylocleptes bisipinus (Duftschmid, 1825)

## Ips –kornik
- Ips acuminatus (Gyllenhal, 1827) – kornik ostrozębny
- Ips amitinus (Eichhoff, 1872) – kornik drukarczyk
- Ips cembrae (Herr, 1836) – kornik modrzewiowiec
- Ips duplicatus (C.R. Sahlberg, 1836) – kornik zrosłozębny
- Ips sexdentatus (Börner, 1776) – kornik sześciozębny
- Ips typographus (Linnaeus, 1758) – kornik drukarz

## Orthotomicus –korniczek
- Orthotomicus laricis (Fabricius, 1792) – korniczek wielozębny
- Orthotomicus longicollis (Gyllenhal, 1827)
- Orthotomicus proximus (Eichhoff, 1868) – korniczek płaskozębny
- Orthotomicus starki Spessivtsev, 1926
- Orthotomicus suturalis (Gyllenhal, 1827) – korniczek ostrozębny

## Pityogenes –rytownik
- Pityogenes bidentatus (Herbst, 1784) – rytownik dwuzębny
- Pityogenes bistridentatus (Eichhoff, 1878) – rytownik sześciozębny
- Pityogenes chalcographus (Linnaeus, 1760) – rytownik pospolity
- Pityogenes irkutensis monacensis Fuchs, 1911
- Pityogenes quadridenes (Hartig, 1834) – rytownik czterozębny
- Pityogenes saalasi Eggers, 1914 – rytownik Saalasa
- Pityogenes trepanatus (Nördlinger, 1848) – rytownik znaczony

## Pityokteines –jodłowiec
- Pityokteines curvidens (Germar, 1824) – jodłowiec krzywozębny
- Pityokteines spinidens (Reitter, 1895) – jodłowiec kolcozębny
- Pityokteines vorontzowi (Jacobson, 1896) – jodłowiec Woroncowa

## Scolytus –ogłodek
- Scolytus carpini (Ratzeburg, 1837) – ogłodek grabowiec
- Scolytus ensifer Eichhoff, 1881
- Scolytus intricatus (Ratzeburg, 1837) – ogłodek dębowiec
- Scolytus kirschii Skalitzky, 1876
- Scolytus laevis Chapuis, 1869 – ogłodek czarny
- Scolytus mali (Bechstein, 1805) – ogłodek jabłonowiec
- Scolytus multistriatus (Marsham, 1802) – ogłodek wielorzędowy
- Scolytus pygmaeus (Fabricius, 1787) – ogłodek karzełek
- Scolytus ratzeburgii E.W. Janson, 1856 – ogłodek brzozowiec
- Scolytus rugulosus (P.W.J. Müller, 1818) – ogłodek szorstki
- Scolytus scolytus (Fabricius, 1775) – ogłodek wiązowiec

## Anisandrus –nieparek
- Anisandrus dispar (Fabricius, 1792) – nieparek pospolity

synonim Xyleborus dispar (Fabricius, 1792)

## Xyleborinus –drwalniczek
- Xyleborinus attenuatus (Blandford, 1894)
- Xyleborinus saxesenii (Ratzeburg, 1837) – drwalniczek Saksesena

## Xyleborus –rozwiertek
- Xyleborus cryptographus (Ratzeburg, 1837)
- Xyleborus dryographus (Ratzeburg, 1837) – rozwiertek mniejszy
- Xyleborus eurygraphus (Ratzeburg, 1837) – rozwiertek sosnowiec
- Xyleborus monographus (Fabricius, 1792) – rozwiertek większy
- Xyleborus pfeilii (Ratzeburg, 1837) – rozwiertek Pfeila

## Xylosandrus
- Xylosandrus germanus (Blandford, 1894)

## Trypodendron –drwalnik
- Trypodendron domesticum (Linnaeus, 1758) – drwalnik bukowiec
- Trypodendron laeve Eggers, 1939
- Trypodendron lineatum (A.G. Olivier, 1795) – drwalnik paskowany
- Trypodendron signatum (Fabricius, 1792) – drwalnik znaczony